# Kokrajhar

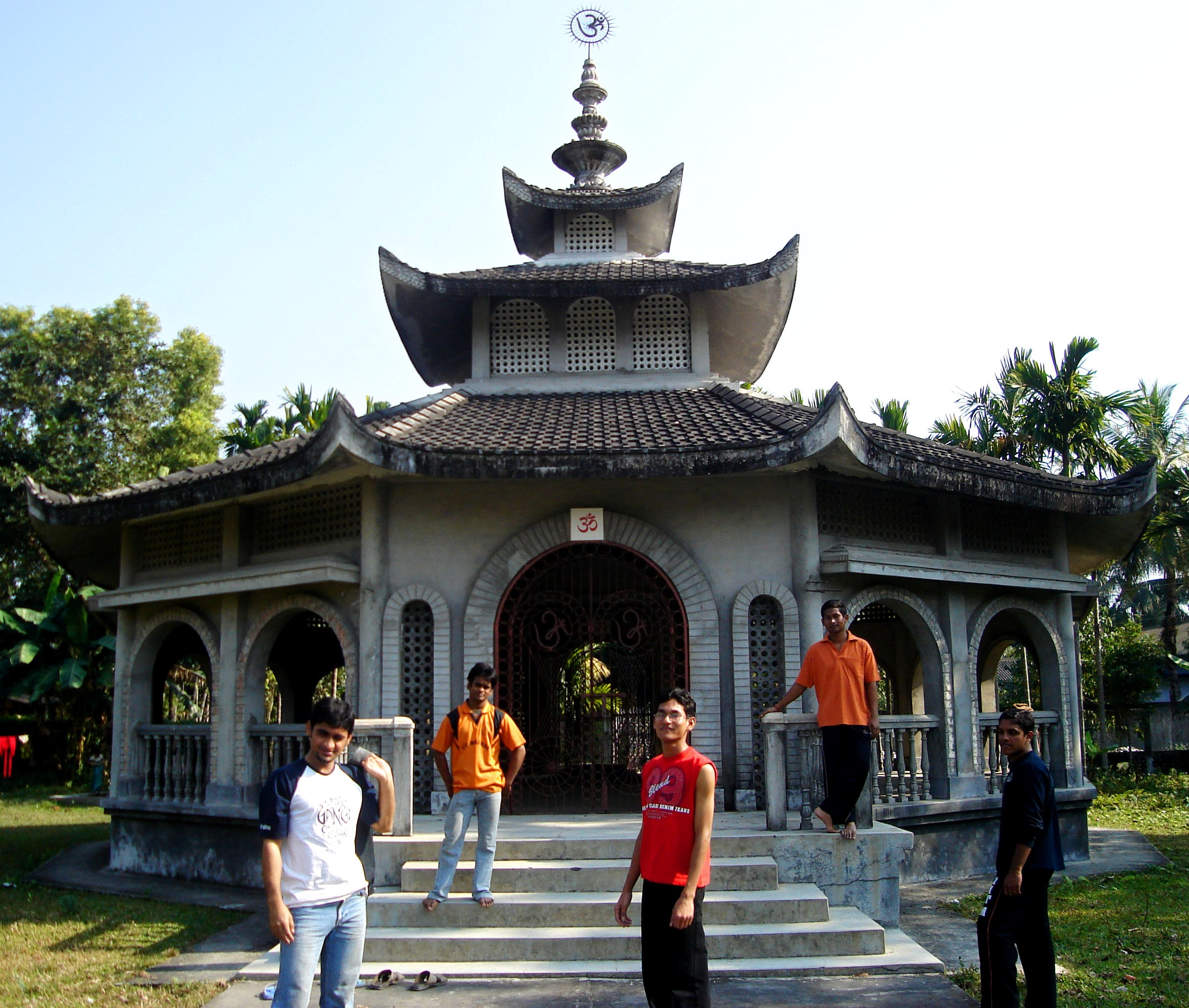
Tempel i Kokrajhar.

Kokrajhar (assamesiska: কোকৰাঝাৰ জিলা) är en stad i den indiska delstaten Assam, och är huvudort för ett distrikt med samma namn. Folkmängden uppgick till 34 136 invånare vid folkräkningen 2011.